# 丸大 (沖縄県)
株式会社丸大（まるだい、英：OKINAWA MARUDAI CORPORATION）は沖縄県南風原町に本社を置き、沖縄県内でスーパーマーケットを展開する小売企業である。
なお、食肉（ハム・ソーセージ）大手の丸大食品、新潟県に本社を置く同名のスーパーマーケットである丸大、秋田県に本社を置く同音異字の社名のスーパーマーケットのマルダイとは全く無関係である。また、店舗名に「ファミリーマート丸大」と称しているものがあるが、大手コンビニエンスストアのファミリーマートとは全く関係がなく、かつ間違いやすいので注意が必要。現在ローソンを所有している三菱商事との関係も強い。
2007年から、コーペラティブ・チェーンのCGCグループに加盟している。沖縄県内では金秀商事とリウボウストアもCGCグループに加盟しているが、丸大でのみ電子マネー「CoGCa」を導入している。

## 沿革
- 1948（昭和23）年3月 - 島尻郡南原風町字宮平に食料品と日曜雑貨を販売する「大城商店」として開業。
- 1953（昭和28）年5月 - 島尻郡与那原町字与那原へ店舗を移転。
- 1968（昭和43）年11月 - 卸売部を設立し、鉄筋コンクリート造の2階建倉庫を新築開設。
- 1973（昭和48）年6月 - 「有限会社大信商事」を設立。
- 1974（昭和49）年12月 - 社名を「有限会社大城商店」に商号変更。
- 1975（昭和50）年6月 - 島尻郡南風原町字宮平に「大城スーパー南風原店」を開店。
- 1979（昭和54）年8月 - 南風原店を「ファミリープラザ丸大」に改称。
- 1983（昭和58）年7月 - 本店を与那原からファミリープラザ丸大に移転。
- 1984（昭和59）年
  - 3月 - 大城商店から「株式会社丸大」に商号変更。
  - 3月 - 那覇市長田に「丸大長田店」を開店。
- 1985（昭和60）年11月 - 那覇市壺屋に「丸大神原店」を開店[注 1]。
- 1986（昭和61）年8月 - 那覇市字国場に「丸大国場店」を開店。
- 1987（昭和62）年12月 - 南城市佐敷に「丸大佐敷店」を開店。
- 1992（平成4）年12月 - 島尻郡与那原町字与那原に「丸大与那原東店」を開店。
- 1993（平成5）年8月 - 中頭郡読谷村字伊良皆に「丸大伊良皆店（現・読谷伊良皆店）」を開店。
- 2000（平成12）年3月 - 糸満市字阿波根に「丸大糸満店」を開店。
- 2002（平成14）年5月 - 浦添市勢理客に「丸大勢理客店」を開店。
- 2003（平成15）年4月 - 豊見城市字真玉橋に「丸大真玉橋店」を開店。
- 2005（平成17）年
  - 9月 - 浦添市牧港に牧港店を開店[注 2]。
  - 10月 - 嘉手納町字水釜に「丸大嘉手納店」[注 3]、名護市港に「丸大名護店」を開店[注 4]。
- 2007（平成19）年9月 - 流通グループ大手のCGCグループに、県内同業者のリウボウストア、金秀商事と同時に加盟。
- 2013（平成25年）10月 - 読谷村字波平に「丸大読谷波平店」を開店する。
- 2019（令和元）年11月 - 電子マネー「CoGCa」の取扱いを開始[2]。

## 店舗
- 南風原店（島尻郡南風原字宮平、「南風原ショッピングセンター」や「ファミリープラザ丸大」とつけられている）
- 与那原東店（島尻郡与那原町字与那原、「ファミリーマート丸大」とつけられている）
- 佐敷店（南城市佐敷字新開、「ファミリープラザ丸大」とつけられている）
- 糸満店（糸満市字阿波根、「ファミリープラザ丸大」とつけられている）
- 真玉橋店（豊見城市字真玉橋）
- 国場店（那覇市字国場、「ファミリーマート丸大」とつけられている）
- 長田店（那覇市長田、「ファミリーマート丸大」とつけられている）
- 勢理客店（浦添市勢理客）
- 読谷波平店（中頭郡読谷村字波平）

### 過去に存在した店舗
- 旧｢ファミリーマート丸大｣与那原店 - 島尻郡与那原町字与那原
- 旧与那原 惣菜部門 - 島尻郡与那原町字与那原、旧与那原店とは別に4軒ほど隣にあった。
- 嘉手納店 - 中頭郡嘉手納町字水釜、2013年9月閉店。
- 名護店 - 名護市港、「オキマート」として開業したが、倒産したため丸大に転換。2013年11月閉店。
- 牧港店 - 浦添市牧港、2013年7月閉店。
- 神原店 - 那覇市壺屋、ダイエー系列のフデハ、ココマートとして開店したが、その後丸大に転換。2017年9月に閉店。
- 読谷伊良皆店（中頭郡読谷村字伊良皆、「ファミリーマート丸大」とつけられている。2024年5月に閉店。）

### 注
1. ↑  神原店は2017年9月に閉店した。
2. ↑  牧港店は2013年7月に閉店した。
3. ↑  嘉手納店は2013年9月に閉店した。
4. ↑  丸大名護店は2013年11月に閉店した。